# St. Martin (Wormersdorf)

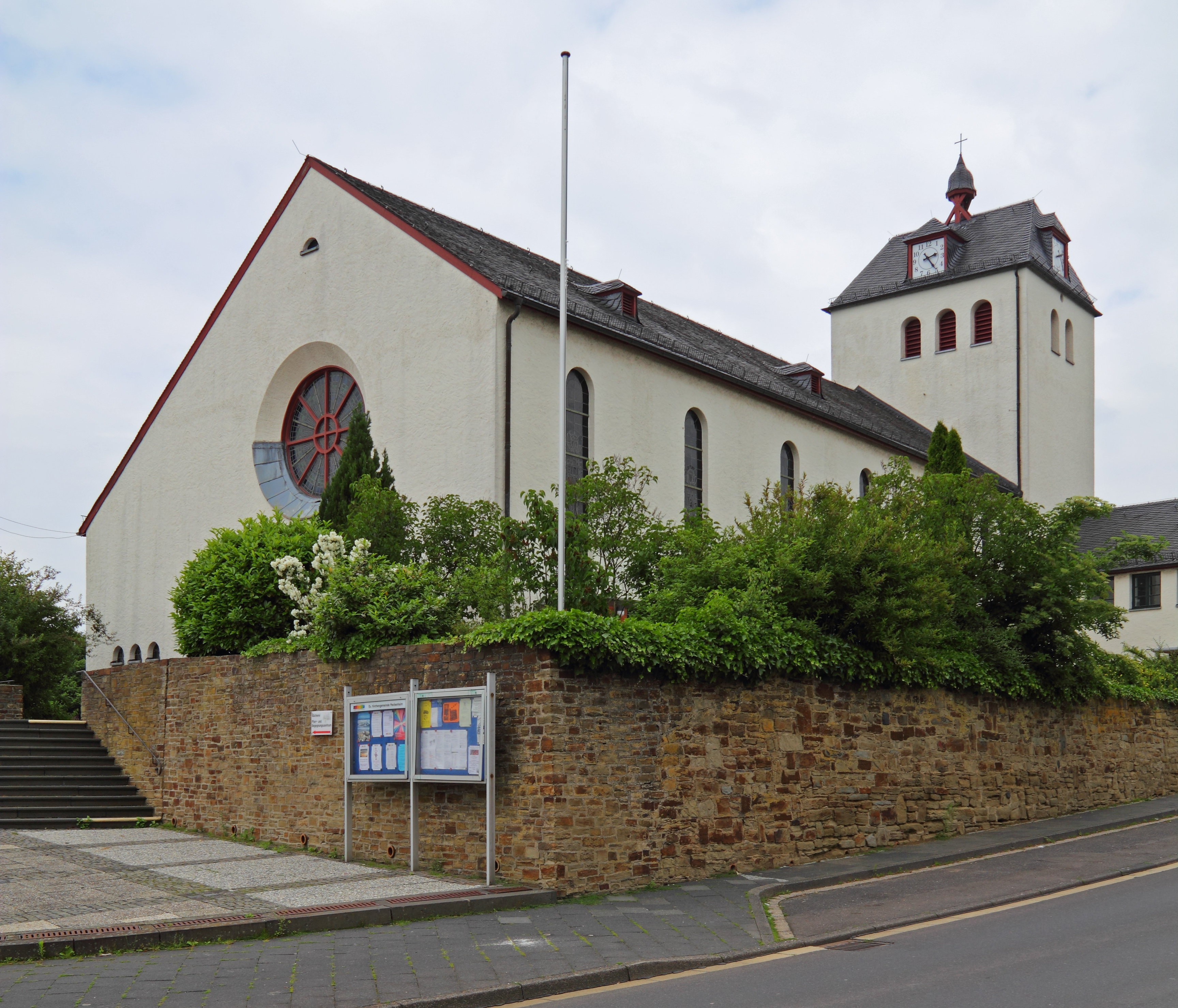
Kirche St. Martin in Wormersdorf

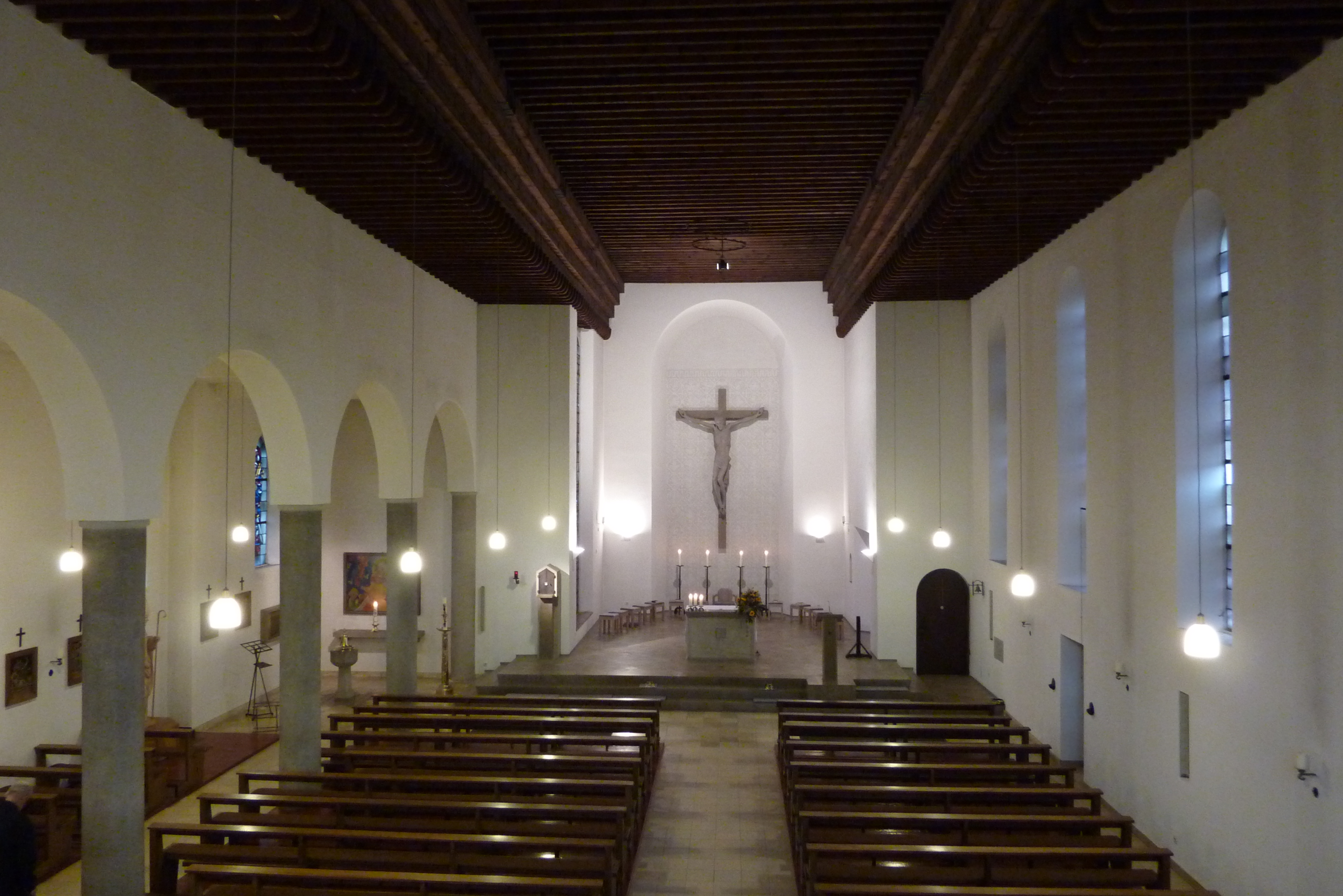
Innenansicht

St. Martin ist eine katholische Pfarrkirche in Wormersdorf, einem Stadtteil von Rheinbach im Rhein-Sieg-Kreis in Nordrhein-Westfalen. Die Pfarrgemeinde St. Martin bildet mit St. Jakobus Ersdorf, St. Johannes Meckenheim, St. Petrus Lüftelberg und St. Michael Merl die Pfarreiengemeinschaft Meckenheim im Kreisdekanat Rhein-Sieg-Kreis im Erzbistum Köln.

## Geschichte
Eine Kapelle und später eine Kirche bestand in Wormersdorf seit dem Mittelalter, möglicherweise seit dem 11. Jahrhundert oder früher, anfangs als Eigenkirche von Gutshöfen. Wie zahlreiche Kirchen der Region erhielten sie das Patrozinium des heiligen Martin von Tours. Es waren die Vorgängerinnen der bestehenden, 1717 geweihten Kirche St. Martinus im Ortsteil Ipplendorf (heute „Ipplendorfer Kirche“ genannt). 1724/25 wurde zusätzlich im Ortskern von Wormersdorf die Hubertuskapelle gebaut.
St. Martin Ipplendorf (ab 1256 Pfarrei Wormersdorf) war bis 1317 eine Filialkirche von St. Martin in Rheinbach. Beide Kirchen standen ab etwa 1200 unter dem Patronat des Stifts in Münstereifel und waren dem Stift sowie der Zisterzienserabtei Himmerod zehntpflichtig. Da beide Gotteshäuser, St. Martin Ipplendorf und die Hubertuskapelle, für die größer gewordene Gemeinde nicht mehr ausreichten, wurde 1913 ein Kirchbauverein mit dem Ziel gegründet, die notwendigen Mittel für einen Kirchenneubau in Wormersdorf zu beschaffen. Der 1919 verstorbene Gastwirt Peter Corzelius vermachte der Kirche sein Wohnhaus mit einem angrenzenden vier Morgen großen Grundstück im Zentrum des Ortes. Das Haus war als Pfarrerwohnung vorgesehen, und das freie Grundstück war für die neue Kirche bestimmt.
Am 14. Oktober 1934 fand die Grundsteinlegung der neuen Kirche statt. Männer des Orts leisteten kostenlos Handdienste beim Bau, um Kosten zu sparen. Die Architektur von Hans Peter Fischer (Köln) erinnert an das Neue Bauen der 1920er-Jahre, das Innere ist einer romanischen Hallenbasilika nachempfunden. Die Kirche ist ungefähr nach Osten ausgerichtet und besitzt ein nördliches Seitenschiff. Die beiden Glocken aus der Ipplendorfer Kirche wurden in die neue Kirche gebracht, die Martinsglocke von 1514 und die Marienglocke von 1858. Letztere hängt heute wieder in der Ipplendorfer Kirche. 1963 wurde das Geläut um drei neue Glocken erweitert.
Am 30. Juni 1935 fand durch Dechant Franz Kreiten aus Meckenheim die feierliche Einsegnung der Kirche statt. Die Weihe nahm am 17. November 1935 Weihbischof Wilhelm Stockums vor.
In den 1970er-Jahren wurde die Kirche innen und außen vollständig renoviert, im Jahr 1989 wurden Kirchenschiff und Chorturm neu mit Schiefer eingedeckt und der Innenraum neu gestaltet. Im selben Jahr erhielt der Kirchturm eine Turmuhr.
Die Hubertuskapelle, die Schule und die angrenzenden Wohnhäuser wurden am 4. Februar 1945 durch eine Luftmine fast völlig zerstört und die Ruine der Kapelle 1949 im Zuge einer Straßenverbreiterung abgerissen. Ein Segment der Seitenmauer mit drei Fensteröffnungen wurde zu einem Mahnmal umgestaltet. Die Ipplendorfer Kirche neben dem Friedhof am Ortsrand wurde 1935 geschlossen, in den 1960er- und 1970er-Jahren gründlich renoviert und am 12. September 1976 wieder eröffnet; sie wird weiterhin für Gottesdienste genutzt.
| Zeit                    | Name                           | Anmerkung                                                                              |
| ----------------------- | ------------------------------ | -------------------------------------------------------------------------------------- |
| 1654–1668               | Johann Reifferscheid           |                                                                                        |
| 1668–1720               | Petrus Wadenheim               | Erbauer der Ipplendorfer Kirche                                                        |
| 1720–1760               | Heinrich Wirtz                 | In dieser Zeit wurde 1724–1725 die Hubertus-Kapelle in Wormersdorf erbaut.             |
| 1760–1805               | Matthias Kerzmann              | Er stiftete das Friedhofskreuz und wurde 1826 in der Gruft unter dem Kreuz beigesetzt. |
| 1806–1843               | Matthias Krautwig              |                                                                                        |
| 1844–1866               | Peter Nikolaus Steinnuss       |                                                                                        |
| 1866–1867               | Karl Josef Heimbrodt           |                                                                                        |
| 1867–1896               | Andreas Josef Hubert Isenkrahe | ab 1883 Dechant des Dekanates Rheinbach                                                |
| 1896–1917               | Johann Wilhelm Hubert Borka    |                                                                                        |
| 1917–1921               | Georg Reinartz                 | Pfarr-Rektor                                                                           |
| 1922–1929               | Josef Hoffmann                 |                                                                                        |
| 1929–1956               | Ludwig Krüll                   |                                                                                        |
| 1956–1982               | Sebastian Wirtz                | gestorben 1997                                                                         |
| 1982–1994               | Robert Kreuzberg               | Studienrat, Kreisdechant, Monsignore                                                   |
| 1994–1997               | Karl-Wencel Heix               |                                                                                        |
| 1997–2004               | Jan Opiéla                     |                                                                                        |
| 2004                    | Lambert Schäfer                |                                                                                        |
| 2004–2005               | P. Antoni Trojak CSMA          | Pfarrverweser; gestorben 2019                                                          |
| 2005–2008               | Michael Jung                   | Definitor; gestorben am 17. Dezember 2022                                              |
| 2008–2010               | Bernhard Auel                  | Kreisdechant, Monsignore, Pfarrverweser                                                |
| 2010 – 28. Februar 2022 | Reinhold Malcherek             | Pfarrverweser, ab 1. November 2012 leitender Pfarrer, Definitor                        |
| 2022–2023               | Franz-Josef Steffl             | Pfarrverweser                                                                          |
| seit September 2023     | Michael Maxeiner               | Pfarrer                                                                                |

## Ausstattung

### Orgel
Die heutige Orgel stammt von der Firma Romaus Seifert & Sohn, Kevelaer und wurde am 17. Januar 1960 eingeweiht. Die alte Orgel steht in der Ipplendorfer Kirche.
| I Hauptwerk C–g3 |    |
| Principal        | 8′ |
| Salicional       | 8′ |
| Unda maris       | 8′ |
| Octavflöte       | 4′ |
| Superoctave      | 2′ |
| Sesquialter II   |    |
| Mixtur IV        |    |

| II Schwellwerk C–g3 |       |
| Gedacktpommer       | 8′    |
| Viola di Gamba      | 8′    |
| Principal           | 4′    |
| Gemshorn            | 2′    |
| Nasat               | 1 ⁄3′ |
| Cymbel II           |       |
| Schalmey-Trompete   | 8′    |
| Tremolo             |       |

| Pedal C–f1    |     |
| Subbass       | 16′ |
| Principalbass | 8′  |
| Gedacktbass   | 8′  |
| Choralbass    | 4′  |
| Fagott        | 16′ |

- Koppeln: II/I, I/P, II/P, Sub II-I, Super II-P
- Spielhilfen: Auslöser, Handregister, freie Kombination, Tutti, Zungenabsteller

### Glocken
Die älteste Glocke, die Martinsglocke, gegossen 1514 von Johan van Alfter, hing ursprünglich in der Ipplendorfer Kirche und stammt aus dem Jahre 1514. Am 22. September 1963 wurden drei Glocken geweiht, die von der Firma Eifeler Glockengießerei Mark in Brockscheid gegossen worden waren:
| Glocke | Name      | Durchmesser | 0Masse0 | Schlagton (HT-1⁄16) | Paten                            | Inschrift |
| ------ | --------- | ----------- | ------- | ------------------- | -------------------------------- | --- |
| 1      | Herz Jesu | 1235 mm     | 1210 kg | e′+0                | Leo Masshöfer, Peter Zavelberg   | Heiligstes Herz-Jesu, wie mit dieser Glocke Schall umfang’ uns Menschen all!                                                                                     |
| 2      | Martinus  | 1085 mm     | 0800 kg | g′-3                |                                  | Martinus heisen ich, in de (er) Goctes luden ich, den Lebendichen roifen ich, de Doden beschre ich. Johan van Alfter guicer mich in Jaren unses Hern MCCCCCXIIII |
| 3      | Maria     | 0939 mm     | 0510 kg | a′+0                | Wilhelm Feldmann, Frau F. Papert | Heilige Maria, Mutter und Helferin. Schütze die Pfarrfamilie von Wormersdorf!                                                                                    |
| 4      | Hubertus  | 0820 mm     | 0350 kg | h′-1                | Anton Handrup, Kunigunde Heck    | Heiliger Hubertus, großer Dorfpatron, bewahre uns vor dem Irregehen! Laß Gott mit dir uns ewig sehn!                                                             |

### Kirchenfenster
Nach Entwürfen von Anton Wendling (1935) schuf die Glasmalerei Oidtmann in Linnich die Bleiglasfenster. Die Rundfenster lieferte die Firma Schmitz-Steinkrüger. Nach Kriegszerstörung konnten die Fenster wiederhergestellt werden, da die alten Schablonen der Fa. Oidtmann noch vorhanden waren.